# Городненська сільська територіальна громада

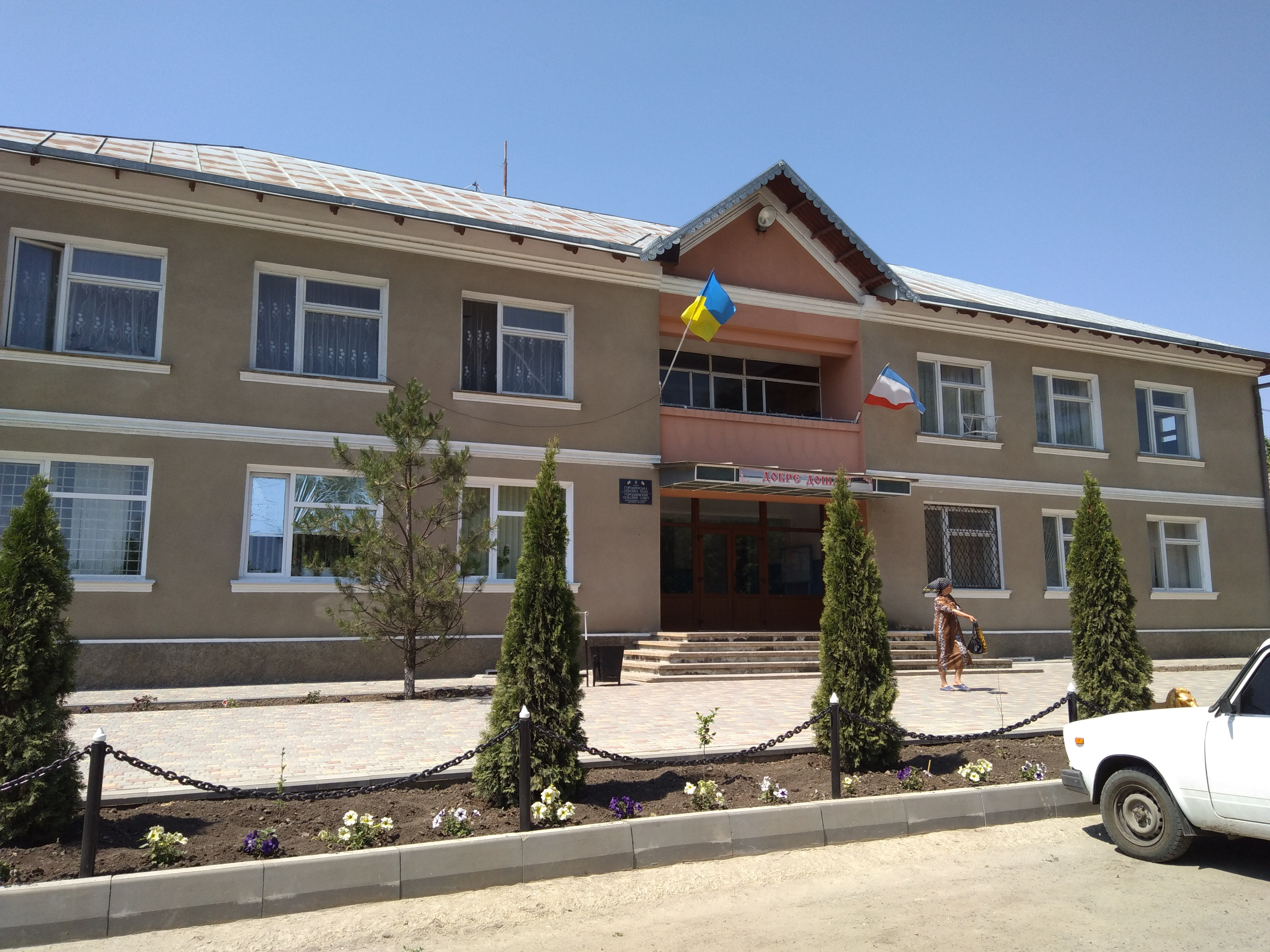
Будівля ради громади

Городненська сільська територіальна громада — територіальна громада України, в Болградському районі Одеської області з адміністративним центром у селі Городнє.
Площа території — 297,5 км², населення громади — 14 931 особа (2020 р.).
Утворена 19 липня 2020 року відповідно до Постанови Верховної Ради на базі визначення громад Розпорядженням Кабінету Міністрів України № 720-р від 12 червня 2020 року «Про визначення адміністративних центрів та затвердження територій територіальних громад Одеської області» у складі Городненської, Олександрівської, Новотроянівської та Дмитрівської сільських рад.

## Населені пункти
До складу громади входить 4 села: Городнє, Дмитрівка, Нові Трояни та Олександрівка.

## Бюджет громади
Станом на 1 квартал 2021 року бюджетні показники громади мають такий вигляд:
Доходи загального фонду на 1-го мешканця: 377.5 грн
Видатки загального фонду на 1-го мешканця: 949.8 грн
Капітальні видатки на 1-го мешканця: 2.5 грн
Рівень дотаційності бюджетів: 54.2%
Співвідношення видатків на утримання апарату управління із сумою доходів загального фонду: 28.6%
Питома вага заробітної плати у видатках загального фонду: 98.4%
Видатки на загальну середню освіту на 1-го учня: 9975.1 грн
Питома вага місцевих податків і зборів у доходах загального фонду: 58.7%